# Аль Йаруб

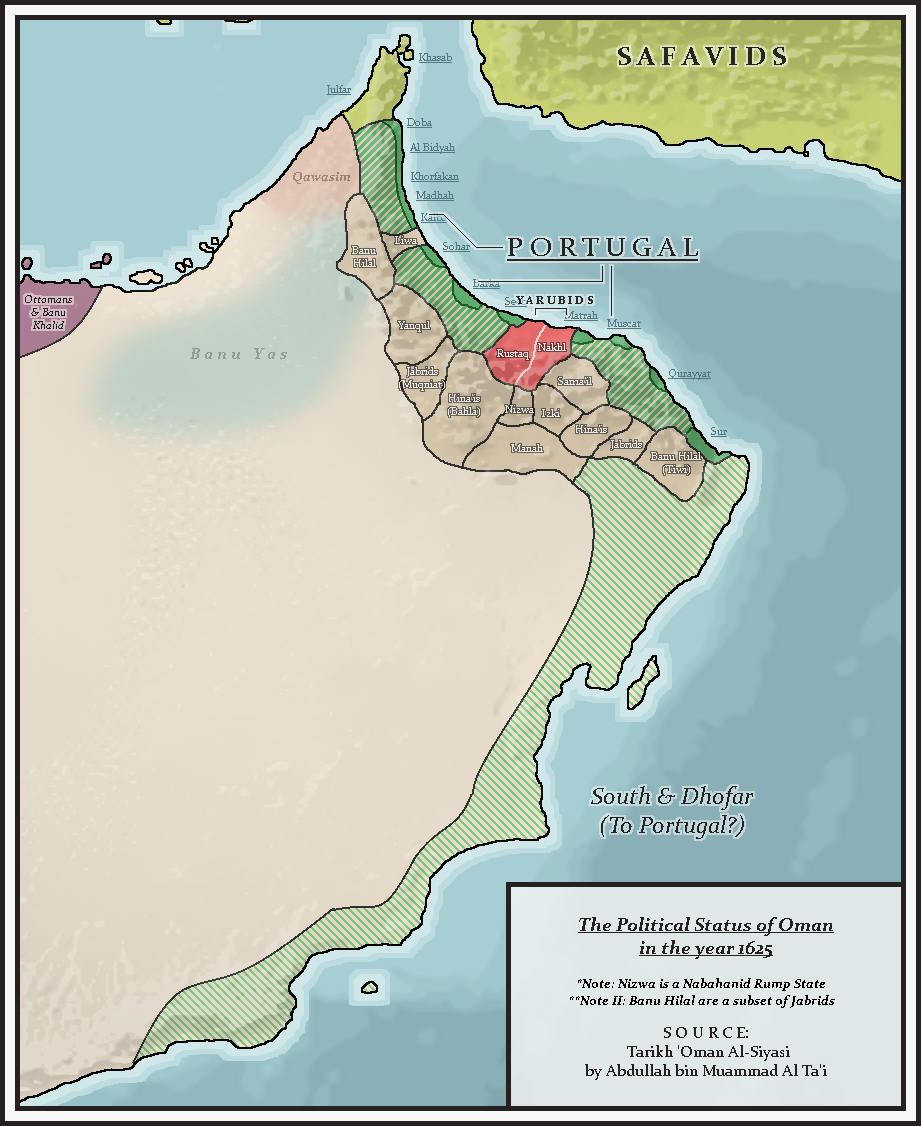
Владения Ярубидов в момент основания (1625)

Аль Йаруб (Йарубиды) (араб. اليعاربة‎) — династия оманских имамов, правившая в 1624—1741 годах.

## Предыстория
Оман традиционно был разделен на относительно бесплодные и малонаселенные внутренние районы и более населенную прибрежную зону. В 634 году территория Омана была включена в состав Арабского халифата, местное население было обращено в ислам. В 751 году Оман стал независимым имаматом, местные арабские племена объединились вокруг избранного ими лидера — имама (духовного главы местных мусульман). В конце IX века оманские имамы вынуждены были подчиниться верховной власти Аббасидов. В 1154 году к власти в Омане пришли лидеры племени набхани, они передавали власть по наследству до 1428 года, когда утратили своё влияние, а к власти вернулись имамы.
В 1507 году португальцы захватили прибрежный порт Маскат и постепенно подчинили своей власти оманскую прибрежную зону от Сухара на севере до Сура на юго-востоке. К началу XVII века династия Набхани окончательно утратила власть над Оманом.

## Первые правители

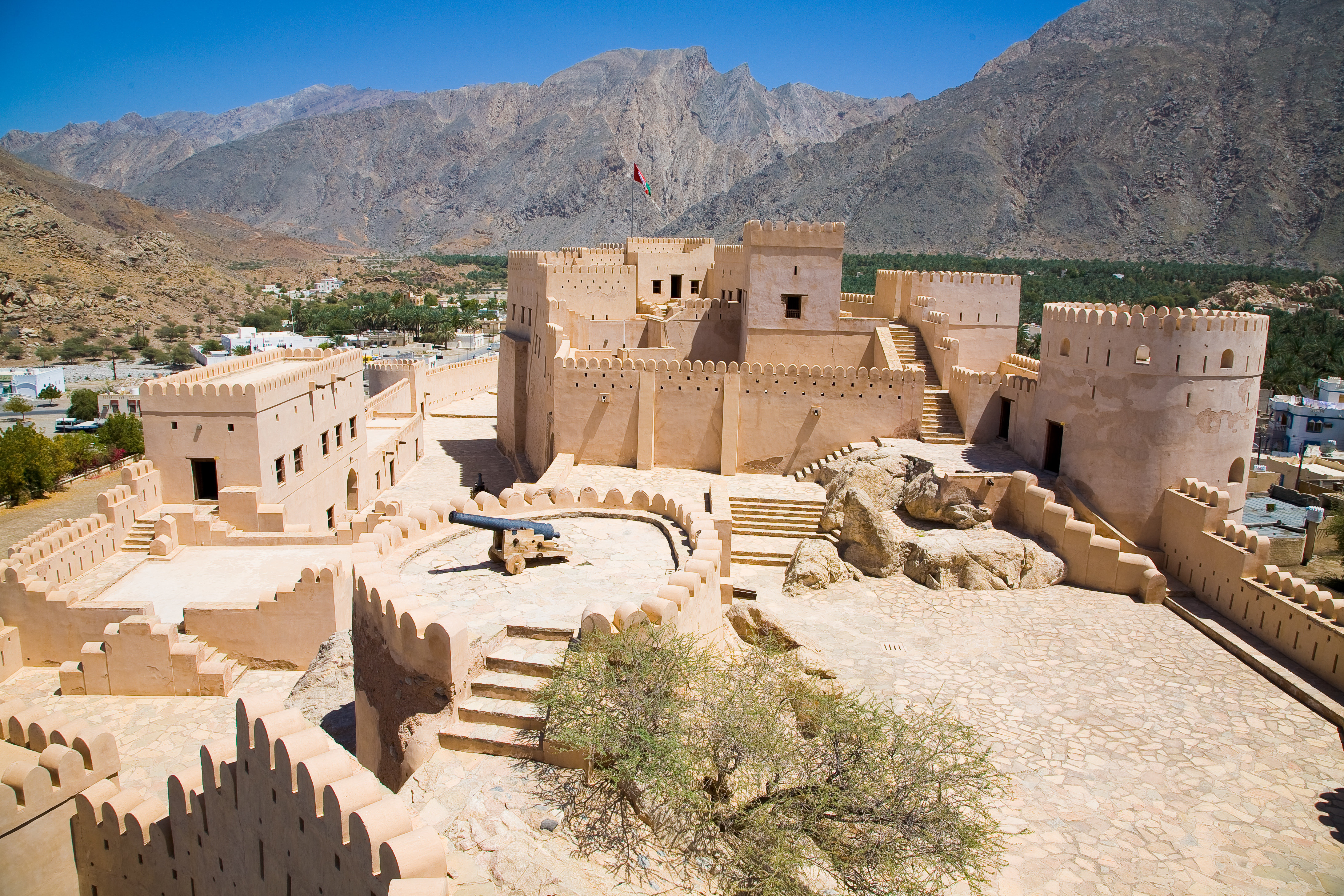
Крепость Нахль, оплот династии Аль Йаруб

Большинство оманских арабских родов по своему вероисповеданию принадлежит к секте абадитов — умеренному течению хариджизма. Из-за этого здесь всегда было велико значение духовных вождей — имамов, которые и стали основателями современного государства Оман.
В начале XVI века на побережье Омана утвердились португальцы. Главным их оплотом стал захваченный в 1507 году город-порт Маскат. Власть португальцев никогда не распространялась дальше узкой прибрежной полосы. В начале XVII века на Оман стали претендовать шахи Ирана. В 1624 году оманские племенные лидеры избрали имамом Насира ибн Муршида ал-Йаруба (1624—1649). Племя Аль Йаруб возникло в Йемене и принадлежало к племенной группе гафири. Насир ибн Муршид перенес столицу в крепость Низву, бывшую столицу ибадитского имамата. Он объединил оманские племена и начал длительную борьбу против португальцев. Вскоре оманцы захватили крепости Джульфар, Курийят, Сур и Джалял. В 1633 году оманцы изгнали португальцев из Джульфы (ныне эмират Рас-эль-Хайма). В 1643 году пал форт Сухар. В правление имама Насира ибн Муршида были основаны крепости Рустак и Нахль.
В 1649 году после смерти имама Насира ибн Муршида власть унаследовал его двоюродный брат Султан ибн Сайф ал-Йаруба (1649—1679). В 1650 году он изгнал португальцев из Маската. Затем была захвачена крепость Мирани, а в 1652 году португальцы были выбиты с островов Занзибар и Пемба. Имам Султан заново отстроил города Биркат аль-Мауз и Ибри, а также крепость в Низве, которую избрал своей резиденцией. Второй имам увеличил военный флот и атаковал португальцев на побережье Гуджарата. При Султане ибн Сайфе и его преемниках Оман превратился в сильную морскую державу. Оманцы подчинил своей власти ряд португальских владений в Восточной Африке. В 1660 году оманцы напали на Момбасу, вынудив португальцев отступить в форт Иисус. В последующих годах борьба между оманцами и португальцами за контроль над Восточно-африканским побережьем продолжилась.

## Пик могущества

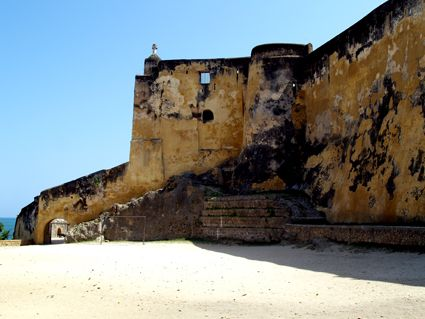
Форт Иисус на острове Момбаса

В 1679 году после смерти Султана ибн Сайфа новым имамом стал его сын Абу-л-Араб ибн Султан (1679—1692). Большую часть своего правления вёл борьбу за власть со своим братом Сайфом ибн Султаном, который занимал престол в 1692—1711 годах. Продолжил борьбу с португальцами за контроль над побережьем Восточной Африки. Оманцы захватили Момбасу и изгнали португальцев с островов Пемба, Килва и Занзибар. В правление Сайфа ибн Султана Оман превратился в морскую и процветающую державу, а Маскат стал крупнейшим портом региона, через который осуществлялась торговля с Восточной Африкой, Йеменом, Индией и странами Персидского залива. При новом имаме улучшилось сельское хозяйство. Во многих частях Омана были сооружены афладжи для обеспечения население водой, а также, чтобы поощрить переселение арабских родов из внутренних районов на побережье. Большой афладж был построен для обеспечения водой город Аль-Хамра. Крепость Рустак стала новой резиденцией имама.
В 1696 году оманцы вновь осадили португальский форт Момбасу, вынудив гарнизон укрыться в городской крепости Иисуса. После 33-месячной осады уцелевшие защитники были вынуждены сдаться оманцам, ставшим доминирующей силой в регионе. Оманские корабли господствовали в Персидском заливе и даже совершали рейды на португальские базы в Западной Индии. В 1717 году имам Сайф ибн Султан подчинил своей власти остров Бахрейн.
В октябре 1711 года после смерти имама Сайфа ибн Султана ему наследовал его сын Султан ибн Сайф II (1711—1719). При нем могущество Йарибидов стремительно пошло на убыль. Кочевые племена перестали их поддерживать, поскольку духовенство было недовольно светским образом их жизни, противоречившим религиозным доктринам ибадизма. Султан ибн Сайф основал свою столицу в Аль-Хазмахе, на пути от Рустака до побережья.

## Гражданская война и персидское вторжение

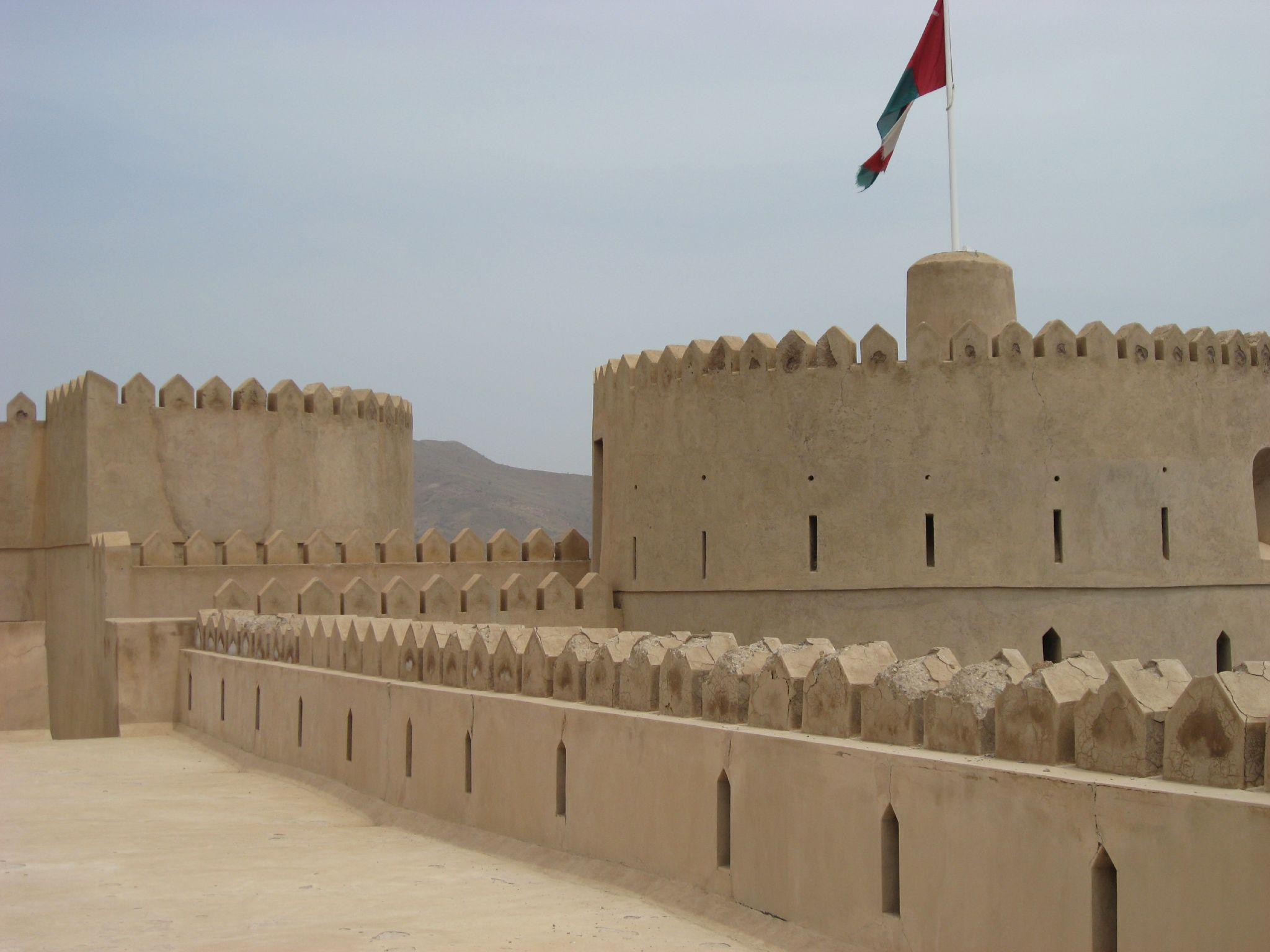
Крепость Рустак, один из важных центров имамов-йарубидов

В 1719 году после смерти Султана ибн Сайфа в государстве началась смута. На престол вступил его 12-летний сын Сайф II (1719, 1723—1725, 1728—1741). Но часть оманских племен поддержала его родственника Муханну ибн Султана (1719—1720), младшего брата имама Сайфа ибн Султана. В 1719 году Муханна был доставлен в крепость Рустак и провозглашен улемами новым оманским имамом. В 1720 году Муханна ибн Султан был свергнут с престола и убит своим двоюродным братом Йарубом ибн Абу-л-Арабом, который первоначально стал регентом при юном Сайфе ибн Султане. В 1722 году Йаруб ибн Абу-л-Араб провозгласил себя новым имамом. Между Йарубом и Сайфом началась междоусобная борьба за власть в государстве. После гибели Йаруба в 1723 году Сайф ибн Султан вторично стал имамом Омана.

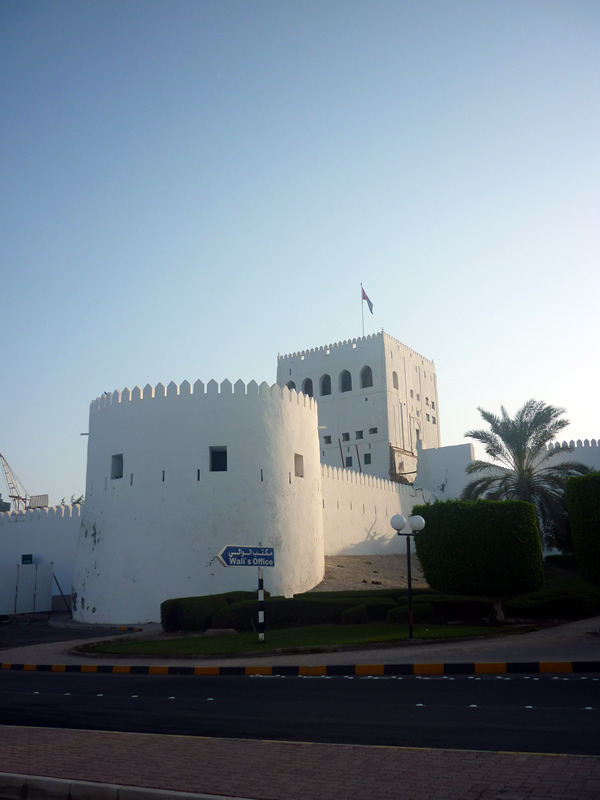
Крепость Сохар

В 1725 году власть в Омане захватил шейх племени низар Мухаммад ибн Насир ал-Гафири (1725—1728). Против него выступил Халиф ибн Мубарак, лидер йеменского племени бани хинави. Мухаммад подчинил своей власти внутренние районы страны, а Халиф утвердился в Маскате и на прибрежных территориях. В 1728 году в ожесточенной битве при Сухаре погибли оба претендента на власть. Имамом в третий раз стал Сайф ибн Султан. В том же 1728 году против власти имама Сайфа ибн Султана выступил его двоюродный брат Абу-л-Араб ибн Химайр (1728—1737), который был избран имамом и подчинил своей власти внутренние районы страны.
В 1720-х годах Оман продолжал контролировать все коммуникации в Персидском и Оманском заливах. В это время к власти в Иране пришел крупный полководец и государственный деятель Надир-шах, ставший новым шахом Ирана. Оманский имам Сайф ибн Султан обратился к нему за помощью в борьбе против Абу-л-Араба ибн Химайра. В марте 1737 года шеститысячное персидское войско вторглось в Оман. В 1737—1738 годах иранские войска разгромили оманский флот Абу-л-Араба ибн Химайра, а затем опустошили все аравийское побережье Персидского залива. Оманский имам Сайф ибн Султан вынужден был подчиниться иранцам. Абу-л-Араб ибн Химайр потерпел поражение от персов и отказался от претензий на оманский престол.
В 1739 году противники Сайфа ибн Султана избрали новым имамом его родственника Султана ибн Муршида (1739—1743), внука имама Сайфа ибн Султана (1692—1711). Султан ибн Муршид выступил против Сайфа, занял крепость Рустак и осадил противника в Маскате. Сайф ибн Султан вновь обратился за помощью к иранскому правителю Надир-шаху, пообещав передать иранцам крепость Сухар. В октябре 1742 года Надир-шах прислал на помощь Сайфу ибн Султану новое персидское войско. Персы осадили крепость Сухар, но местный губернатор Ахмед ибн Саид Албусаид нанес им поражение. Вскоре персы получил подкрепление и заняли города Маскат и Сухар. В 1743 году Султан ибн Муршид, отступавший под натиском персов, был убит ими под стенами Сухара, в том же году скончался и имам Сайф ибн Султан. Новым имамом был вторично избран Абу-л-Араб ибн Хмайр (1743—1749). В 1744 году Ахмед ибн Саид был провозглашен новым имамом Омана, он контролировал только прибрежные земли. Ахмед ибн Саид изгнал персидские гарнизоны из оманских прибрежных городов. Абу-л-Араб ибн Химайр собрал силы и осадил порт Маскат, но не смог взять этот город. Затем он осадил крепость Сухар, но Ахмед ибн Саид вынудил его отступить. В 1745 году в битве при Бинтахе Ахмед ибн Саид потерпел поражение от Абу-л-Араба. В течение нескольких лет Абу-л-Араб был признан в качестве законного имам и полностью контролировал внутренние районы, а Ахмед ибн Саид укрепился на побережье. В 1749 году в решающей битве Ахмед ибн Саид разгромил Абу-л-Араба ибн Химяра, который был убит. Власть в стране перешла к Ахмеду ибн Саиду, основавшему династию Албусаидов.

## Список правителей
- Насир ибн Муршид (1624—1649)
- Султан I ибн Сайф (1649—1668), двоюродный брат предыдущего
- Абу-ль-Араб I ибн Султан[англ.] (1668—1679), сын предыдущего
- Сайф I ибн Султан (1679—1711), брат предыдущего
- Султан II ибн Сайф[англ.] (1711—1718), сын предыдущего
- Сайф II ибн Султан (1718—1719) (1720—1722) (1723—1724) (1728—1742), сын предыдущего
- Муханна ибн Султан (1719—1720), сын Султана ибн Сайфа
- Йаруб ибн Абу-л-Араб (1722—1723), сын Абу-л-Араба
- Мухаммед ибн Насир (1724—1728)

1737—1744 годы — прибрежные районы захвачены Ираном.
- Султан III ибн Муршид ибн Сайф (1742—1743), сын Муршида ибн Сайфа и внук имама Сайфа ибн Султана
- Абу-ль-Араб II ибн Химайр аль-Гафири (1743—1749)